# カイザースヴェルト包囲戦 (1702年)
カイザースヴェルト包囲戦（カイザースヴェルトほういせん、英語: Siege of Kaiserswerth）はスペイン継承戦争中の1702年4月18日から6月15日まで行われた攻城戦。神聖ローマ帝国元帥のナッサウ＝ウジンゲン侯ヴァルラト率いる、総勢3万8千人と大砲120門を有するプロイセンとオランダの連合軍はニーダーライン地方にあるカイザースヴェルトの小さな要塞を包囲、占領した。カイザースヴェルトはフランス軍が前年に抵抗も受けずに占領していたが、オランダは要塞の奪還を（同じくフランスに占領されていた）スペイン領ネーデルラントへの進軍よりも重要視した。

## 経過
オランダの攻城戦専門家メンノ・フォン・クーホルンがいないため、包囲戦の遂行は拙劣であり、時間がかかった上に死傷者多数だった。プロイセン軍は火薬と弾薬が足りず、工兵と攻城砲も数少なかったため、オランダ軍から借りる始末だった。一方、オランダ軍の包囲線が進みすぎてプロイセン軍が追い付かず、さらにフランスの増援や悪天候も重なって5月に予定されていた城塞への強襲は延期を重ねた。そのため、要塞への砲撃が4月18日に始められた後、オランダ軍は1週間後を目処に外壁を占拠しようとしたにもかかわらず、実際に強襲が行われたのは6月9日のことだった。
フランス守備軍の指揮官ブランヴィユ侯爵ジュール＝アルマン・コルベールは6月10日にフランス元帥ルイ・フランソワ・ド・ブーフレールに報告を送り、同盟軍の強襲部隊が「草刈り人の大鎌にかかった草のように」斜堤で「刈り取られた」（撃破された）と述べた。要塞の守備を務める工兵はセバスティアン・ル・プレストル・ド・ヴォーバンの助手ルイ・フィレ（Louis Filley）だった。駐留軍はやがて6月15日に降伏したが、同盟軍は6月9日だけで死傷者2,800人（うち2,101人はオランダ軍）を出しており、しかもヴォーバンがただの「穴」と呼んだ要塞を2か月かけてようやく落とせた。駐留軍は降伏した後、栄誉をもって要塞から退去した。